# Guerre civile de César
 (mars 2009).
Si vous disposez d'ouvrages ou d'articles de référence ou si vous connaissez des sites web de qualité traitant du thème abordé ici, merci de compléter l'article en donnant les références utiles à sa vérifiabilité et en les liant à la section « Notes et références ».
Guerre civile de César
Batailles
- Marseille (navale)
- Ilerda
- Bagradas
- Marseille (siège)
- Dyrrachium
- Pharsale
- Alexandrie
- Ruspina
- Thapsus
- Munda

La guerre civile de César, appelée aussi guerre civile romaine de 49 av. J.-C. ou guerre civile entre César et Pompée, est un des derniers conflits intérieurs de la République romaine, et fait partie de la liste des nombreuses guerres civiles romaines. Elle a consisté en une série de heurts politiques et militaires entre Jules César, ses alliés politiques et ses légions d'une part, et la faction conservatrice du Sénat romain, appelée aussi optimates, épaulée par les légions de Pompée d'autre part.
Nombre d'historiens s’accordent à dire que la guerre civile fut la conséquence logique d’un long processus de crise des institutions politiques de la République, qui commença par le désastreux échec des réformes tentées par Tiberius Sempronius Gracchus, et se poursuivit par la réforme de l'armée de Caius Marius, qui firent des légions des unités entièrement dévouées à leur général. Le processus s'accéléra avec la dictature de Lucius Cornelius Sylla et enfin le Premier Triumvirat. Que cette analyse soit plus ou moins correcte, ces événements n'en ébranlèrent pas moins les fondements de la République, et il est clair que César tourna habilement en sa faveur l’opportunité offerte par la décadence des institutions.
Après une longue lutte militaire et politique entre 49 av. J.-C. et 48 av. J.-C., qui se déroula en Italie, Grèce, Égypte, Afrique, et Espagne, César vainquit l'ultime faction traditionaliste du Sénat au terme de la bataille de Munda.
Cette guerre civile marqua le début de l'agonie de la Rome républicaine, qui recevra le coup de grâce à l’issue de la Dernière Guerre civile de la République romaine entre Octave et Marc Antoine (qui s'achève par la bataille d’Actium en 31 av. J.-C.). Les effets de la guerre civile de César apporteront de profonds changements dans les traditions politiques de la République, qui ne furent plus rétablies par la suite.

## La situation politico-militaire avant la guerre

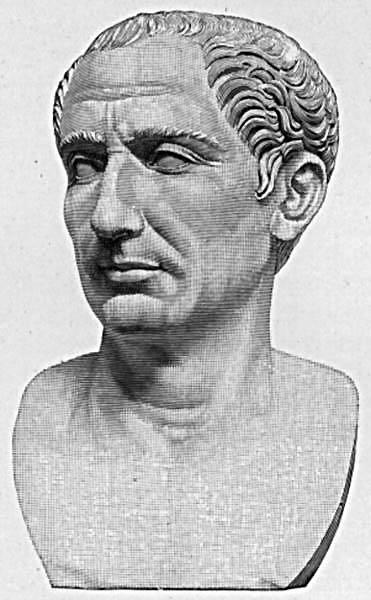
Portrait de Jules César.

Le Premier Triumvirat, issu d'un pacte signé entre Jules César, Crassus et Pompée, devint effectif en 59 av. J-C., quand César fut élu Consul. Le programme de réforme du triumvirat fut réalisé et César nommé gouverneur de l'Illyrie et de la Gaule. Au terme du Premier Triumvirat, le Sénat soutint Pompée, qui, en 52 av. J.-C., devint consul unique. Entre-temps, César était devenu un héros militaire et jouissait d’un grand soutien tant auprès du Sénat que du peuple. Par ailleurs, des stratégies matrimoniales sous-tendent les évolutions d'alliances entre les différents partis : en 59 av. J.-C., afin de renforcer les liens avec son collègue, César offre sa fille Julia en mariage à Pompée mais, à la mort de celle-ci en couche en 54 av. J.-C., ce dernier épouse la veuve du fils de Crassus, Cornelia, qui le rapproche des Scipions, adversaires de César.
Le pouvoir proconsulaire accordé à César aurait dû se terminer le 31 décembre 50 av. J.-C., après la prolongation de 5 années qui lui avait été consentie à la rencontre de Lucques. Mais en mars 51 av. J.-C., César avait envoyé une lettre au Sénat demandant une prolongation de son Imperium ; de cette manière celui-ci se serait terminé en 49 av. J.-C., sans qu’il y eût d’interruption entre la fin du proconsulat et le début du second consulat (le 1er janvier 48 av. J-C.).
Le Sénat était conscient des aspirations au consulat de César, une fois conclu son mandat en Gaule, et, comme il en craignait les conséquences, il lui demanda de dissoudre son armée. En décembre de 50 av. J.-C., César écrivit au Sénat qu'il était prêt à le faire si Pompée en faisait autant. La lettre irrita les optimates qui, pourtant, ne pouvaient contester la logique légale de la demande. Le Sénat intima néanmoins encore une fois l'ordre à César de congédier son armée pour éviter d’être déclaré ennemi du peuple.
Deux tribuns fidèles à César, Marc Antoine et Caius Scribonius Curio, opposèrent leur veto à la proposition de déclarer César ennemi du peuple, mais, rapidement expulsés du Sénat, ils allèrent à Ravenne se joindre à César qui y réunissait son armée et qui demanda à ses légions leur appui pour combattre le Sénat.
En 50 avant J.-C., le Sénat, s’appuyant sur la force des légions de Pompée, leur donnant ainsi une légitimité politique, ordonna à César de rentrer à Rome et de congédier sa propre armée, son mandat de proconsul étant terminé. En outre, le Sénat lui refusa un second mandat comme consul in absentia (hors de Rome). César savait que, s’il rentrait à Rome sans jouir de l’immunité du consul et sans être protégé par son armée, il serait poursuivi et écarté politiquement. Pompée l'accusa d’insubordination et traîtrise. Les choses se précipitèrent et, pour finir, le Sénat sur proposition de Pompée déclara que l’État était en danger. Il confia la République aux consuls et aux proconsuls, la mettant pratiquement entre les mains de Pompée.

## La guerre civile

### La traversée du Rubicon

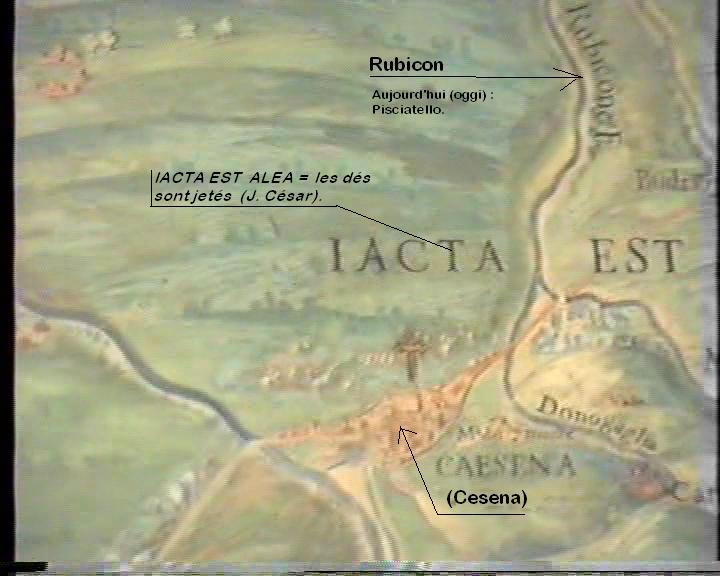
La phrase « Iacta est alea » sur une carte de la « Flaminia » du musée du Vatican.

Le 10 janvier 49 av. J.-C., César, peut-être en prononçant réellement la phrase Alea jacta est traversa le Rubicon (la frontière de l'Italie) à la tête d’une seule légion enclenchant ainsi la Guerre civile. Les historiens ne s'accordent pas tous sur les mots que César prononça en traversant le Rubicon ; les deux versions les plus courantes sont : Alea jacta est (« le dé est jeté », peut aussi être traduit par "le sort en est jeté"), et « Ἀνερρίφθω κύβος » (Que le dé soit jeté) (un vers du poète grec Ménandre, son auteur dramatique préféré). Suétone rapporta la version « Iacta alea est » (cf. Svet. De vita Cæsarum, I, 32) ; c’est cette même phrase qui figure sur une ancienne carte de la région « Flaminia » (Romagne (Italie)) qui se trouve dans la galerie des cartes au musée du Vatican.

### Marche sur Rome et campagne d’Espagne
Après avoir franchi le Rubicon, César s'avance vers Ariminum, où il maintient deux cohortes. Trois autres vont occuper Pisaurum, Fanum et Ancona, tandis que Marc Antoine franchit l'Apennin et occupe Arretium. Devant cette progression, Pompée quitte Rome pour Capoue, suivi des sénateurs qui lui sont favorables. César avance jusqu’à Asculum où il attire les cohortes de Publius Cornelius Lentulus Spinther ; il occupe l'Étrurie, l'Ombrie, les territoires des Marses et ceux des Péligniens et assiège Corfinium, cité défendue par Lucius Vibullius Rufus, qui avait réussi à rassembler treize cohortes, et par Lucius Domitius Ahenobarbus qui en commandait vingt autres. Domitius demande l’aide de Pompée, stationné avec son armée à Lucera. Pompée pourtant commet l’erreur de ne pas intervenir et s'éloigne à Brindisium. Entre-temps, pour renforcer les troupes de César, arrivent 22 cohortes provenant de la VIIIe Légion et 300 cavaliers envoyés par le roi du Norique. Domitius songe alors à fuir mais ses soldats l'en empêchent et offrent leur reddition à César. Ce dernier, après avoir reçu la visite de Lentulus Spinther, décide de garder les soldats et, par clémence, permet aux chefs de partir. Sept jours seulement après son arrivée à Corfinium, il est déjà dans les Pouilles, a recueilli 6 légions, 3 de vétérans et 3 complétées durant sa marche. Il est désormais au contact avec Pompée et tente d’arrêter la flotte sénatoriale dans le port de Brindisium.
Pompée envoie d'abord une bonne partie des sénateurs avec les consuls à Dyrrachium, de l'autre côté de l'Adriatique, et s'emploie à fortifier Brindes. Lorsque César essaie de bloquer l'issue du port par un système de digues, Pompée installe des tours à trois étages sur des bateaux pour l'en empêcher. Il parvient à quitter le port de nuit. Arrêté dans sa campagne faute de navires, César envoie une partie de ses forces en Sardaigne et en Sicile où la population, soulevée contre le Sénat, fait bon accueil à ses hommes. Lui-même rentre à Rome, convoque le Sénat (les sénateurs restés sur place, qui ne lui sont pas tous favorables).
Les Optimates, parmi lesquels Metellus Scipion et Caton le jeune, s’enfuient à Capoue. Domitius Ahenobarbus, que César avait laissé libre à Corfinium, se rend à Marseille. L'antique colonie phocéenne, alliée de Rome depuis des siècles mais non encore comprise dans l'imperium romain, avait obtenu de grands bénéfices aussi bien de Pompée que de César. Domitius Ahenobarbus convainc la cité de se rallier à Pompée.
N’ayant pas réussi à empêcher la fuite du Sénat, César gagne la Provence en direction de l’Espagne où d’autres troupes pompéiennes se réunissaient mais que César savait pouvoir affronter à force égale.
Indigné par l'attitude hostile de Marseille, il en décide le siège, ordonne la construction de douze navires à Arles (Arelate), et laisse trois légions sous le commandement de Decimus Junius Brutus Albinus et Caius Trebonius pour établir un siège difficile, parce que Marseille était protégée par la mer et défendue sur trois côtés par de solides murs. En trente jours, les navires sont armés et le port de Marseille bloqué. César laisse à son lieutenant Caius Trebonius le soin de poursuivre les opérations et se dirige vers l’Espagne, précédé par Caius Fabius qui, avec ses troupes, devait ouvrir les cols des Pyrénées.
L’Espagne était gouvernée par trois légats de Pompée : Lucius Afranius, Marcus Petreius, vainqueur de Catilina, et Marcus Terentius Varro. Ceux-ci pouvaient compter dans l'ensemble sur sept légions, de grandes ressources économiques et sur le charisme de Pompée qui, dans cette province, s'était bien battu pour la pacifier après les révoltes de Sertorius. Néanmoins, en août, les troupes d'Afranius, encerclées près de Lérida, capitulent ; Varron fait de même en septembre. Ayant soumis l'Espagne pratiquement sans coup férir, César se montre généreux et épargne la vie des vaincus.
Retournant à Rome, César termina victorieusement le siège de Marseille. Il priva la ville de son indépendance, sans toutefois la détruire. À ce moment, tout l'Occident est sous son contrôle. En Afrique les troupes césariennes, commandées par Scribonius Curio, sont toutefois vaincues lors de la bataille de Bagradas par le roi Juba Ier de Numidie, allié de Pompée, et de Publius Attius Varus. Cela prive Rome d’importantes sources d’approvisionnement en grains. L’occupation de la Sicile et de la Sardaigne permit de pallier cette difficulté.
Rentré à Rome, César, qui avait été nommé dictateur, exerça cette fonction pendant 11 jours, assez pour se faire élire consul et commencer les réformes qui figuraient à son programme, en l'occurrence la question des débiteurs, la situation électorale créée par la loi de Pompée (Lex Pompeia de ambitu qui instituait un tribunal spécial pour les malversations commises depuis 70 av. J.-C.). Après s'être démis de la dictature, il partit dès que possible pour la Grèce à la poursuite de Pompée.

### Campagne en Grèce et en Égypte

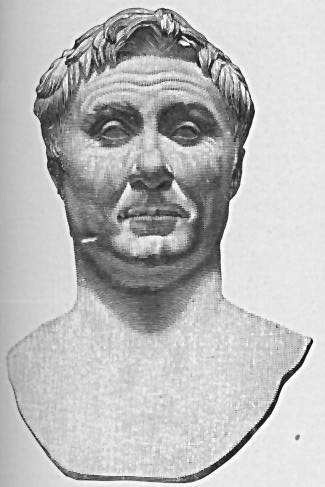
Portait de Pompée.

Marcus Calpurnius Bibulus commandait depuis Corfou la flotte pompéienne qui contrôlait la côte de l'Épire mais César accompagné de sept légions et de quelques centaines de cavaliers, prit la mer malgré la mauvaise saison. Il réussit à débarquer à Palaeste, sur la côte grecque, et de là à monter vers Oricum, dont la garnison se rendit. La situation de César n'en était pas moins difficile, car une partie de ses troupes était restée de l'autre côté de l'Adriatique et son ravitaillement était précaire. Ce n'est qu'au bout de deux mois que son lieutenant Marc Antoine put opérer la traversée après avoir déjoué la surveillance de la flotte pompéienne. César était maintenant à la tête de dix légions et de 1 500 cavaliers. Pompée temporisait, convaincu que le temps travaillait en sa faveur. César, de son côté, voulait s'emparer de Dyrrachium, principale place forte de Pompée. Ce dernier, pour l'en empêcher, installa son camp sur une colline à Petra, au sud de la ville. Il s'ensuivit une guerre de positions, César ayant entrepris de gigantesques travaux afin d'encercler le camp de Pompée adossé à la mer. Le face-à-face se poursuivit dans des conditions très dures pour les adversaires, qui souffrirent tous deux de problèmes de ravitaillement. César était incapable de prendre le camp d'assaut, tandis que le tempérament précautionneux de Pompée le poussait à éviter une bataille rangée et à attendre que le dénuement vînt à bout des forces de César. Guetté pourtant lui-même par la famine, il finit par rompre l'encerclement et par mettre César en mauvaise posture. Selon Plutarque, il s'en fallut de peu que César ne pérît au cours de la bataille. Toujours selon Plutarque, Pompée ne poursuivit pas son avantage, ce qui aurait faire dire à César que ses ennemis l'auraient emporté ce jour-là si leur chef avait su vaincre.
Plutôt que de viser la reconquête de l'Italie, qui en ce moment, était privée de défenses réelles, Pompée gagna la Thessalie par la via Egnatia pour joindre ses troupes à celles de son beau-père Scipion et refaire ses forces. César, de son côté, prit une route plus courte, par le Pinde et rejoignit les troupes de Domitius Calvinus, qu'il avait envoyées à la rencontre de Scipion.
Sur le trajet, César emporta d'assaut Gomphi et reçut la reddition de Metropolis avec victuailles et finances. Le 29 juillet 48 av. J.-C., César arriva dans la plaine de Pharsale (ville de Thessalie en Grèce). Deux jours après il fut rejoint par Pompée qui avait reçu de Scipion des troupes fraîches. Pompée tenta de fatiguer les troupes réduites de César et également d’épargner les forces sénatoriales par une action d'usure, une série de feintes et de déplacements brefs. Les nobles présents dans l’entourage de Pompée, certains de la victoire au point de se quereller pour de futurs et excellents postes dans la politique, lui forcèrent la main et le convainquirent d’affronter César à terrain découvert.

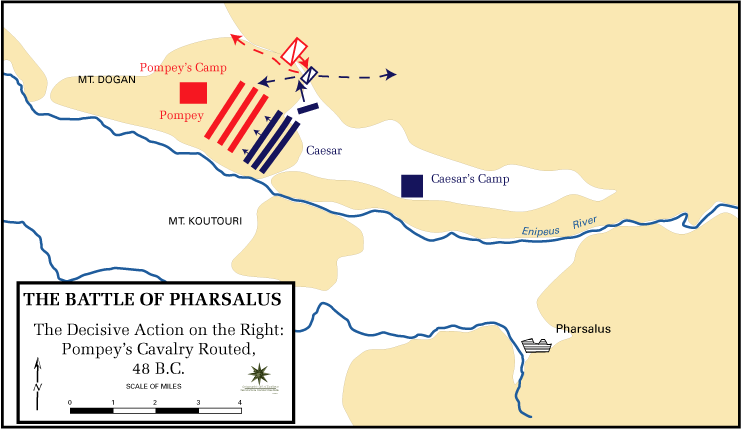
Dispotifs des armées à la bataille de Pharsale.

C’était le 9 août et les deux armées romaines se rencontrèrent dans la bataille de Pharsale qui se révéla décisive : les forces pompéiennes furent sévèrement battues (les pertes de César furent à peine de 1 200, contre côté Pompée 6 000 morts et 24 000 prisonniers). Les prisonniers furent graciés par le vainqueur. Beaucoup de pompéiens repartirent en Espagne et en Afrique. Pompée tenta de rejoindre la province d’Afrique restée fidèle et où s’étaient réfugiés nombre d’optimates parmi lesquels Caton d'Utique. Pompée rejoignit Larissa (Thessalie), puis Amphipolis, puis Mytilène. Antioche lui ferma les portes. Rhodes ne l’accueillit pas. Enfin le fugitif se réfugia à Péluse, dans le delta du Nil en Égypte, mais son sort était scellé. Pothin, le grand conseiller du roi Ptolémée XIII, le fit assassiner par le général Achillas, escorté, pour qu’il n’y ait pas de doute, par le tribun Lucius Septimius (ex-centurion de Pompée pendant la campagne contre les pirates en 67 av. J.-C.).
Pompée mourut le 28 septembre, à la veille de son cinquante neuvième anniversaire.

### La guerre d'Alexandrie
Entre-temps, César, qui s'était arrêté en Troade et à Éphèse, gagna l'Égypte avec deux légions. Il y arriva le 2 octobre 48 av. J.-C. et y apprit la mort de Pompée, dont on lui présenta la tête. Après avoir versé quelques larmes sur son ennemi, il s'installa à Alexandrie dans le palais des Ptolémées et se trouva rapidement impliqué dans la guerre civile entre Ptolémée XIII et sa sœur, épouse et reine co-régnante, Cléopâtre VII. Peut-être à cause du rôle que Ptolémée avait joué dans le meurtre de Pompée, César se rangea aux côtés de Cléopâtre. En tout cas, César vainquit les armées de Ptolémée et installa Cléopâtre sur le trône. Il eut d'elle son unique fils naturel connu, Ptolémée XV César, mieux connu comme Césarion. César et Cléopâtre ne se marièrent jamais, à cause de la loi romaine qui interdisait le mariage avec une non-romaine.

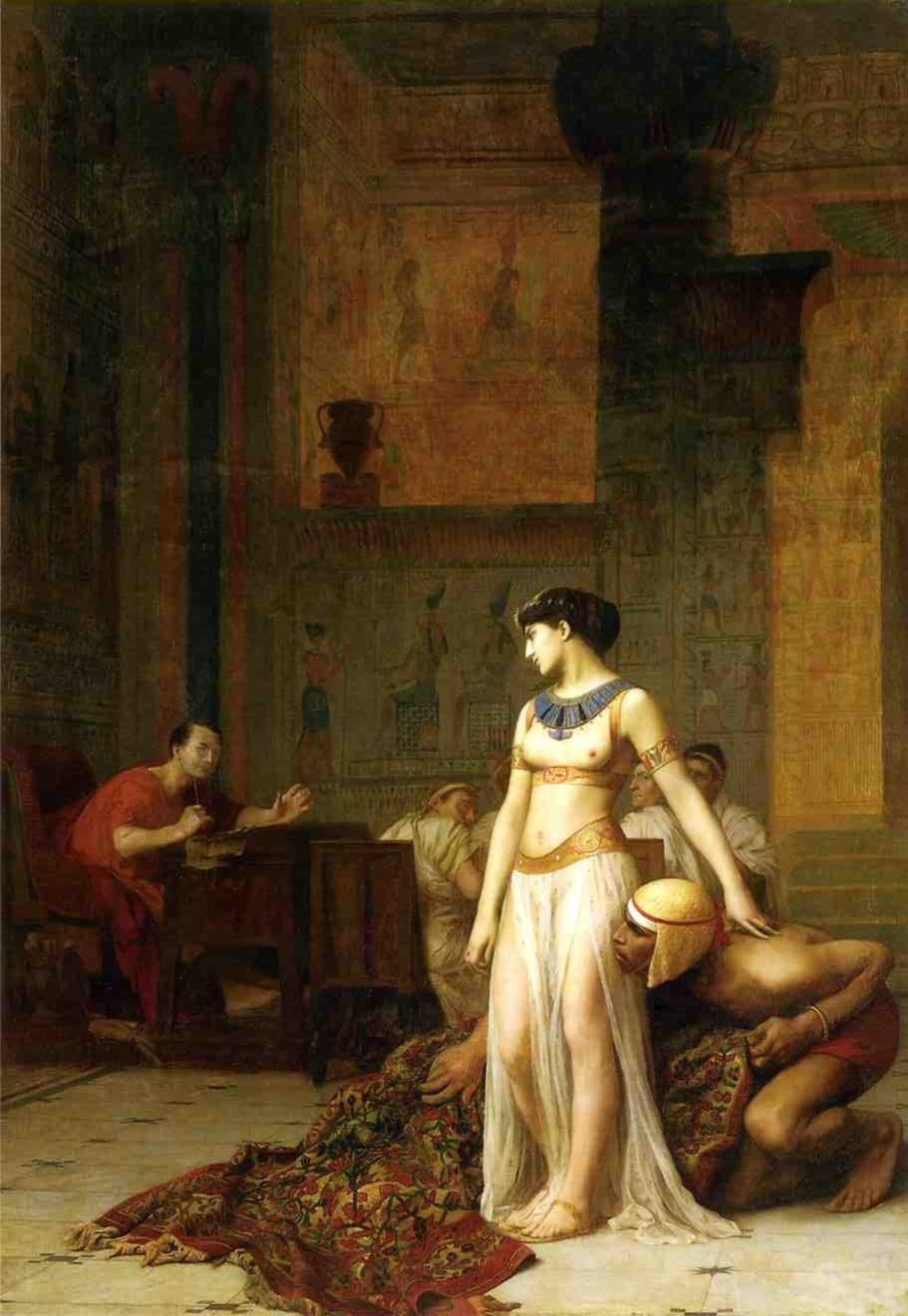
Présentation de Cléopâtre à César, Jean-Léon Gérôme.

### La guerre contre Pharnace
Après avoir passé en Égypte les premiers mois de 47 av. J.-C., César s'embarqua pour la Syrie avec la VIe légion, puis, après être passé par la Cilicie, la Cappadoce et la Galatie, il rejoignit le royaume du Pont pour en finir avec Pharnace II, un roi allié de Pompée, qui avait compté sur le fait que les Romains seraient engagés dans la guerre civile, pour s’opposer à Déiotaros, roi de Petite Arménie, et Ariobazarne III, roi de Cappadoce, et s'approprier leurs possessions. À Nicopolis, il avait vaincu les faibles forces romaines que le lieutenant de César, Cnaeus Domitius Calvinus, avait pu réunir. Pharnace prit aussi la cité d'Amisus, alliée de Rome, fit castrer tous les garçons et vendit les habitants aux marchands d’esclaves.
Pharnace, reconnaissant le danger, fit offre de soumission, dans le seul but de gagner du temps, espérant que César fût rapidement obligé à s’engager dans d’autres combats. Pour son malheur, la rapidité de César l’obligea à accepter rapidement la rencontre. Dans la bataille de Zela — qui se déroula près de l'actuelle Zile en Turquie —, la victoire romaine fut si rapide et complète que César, dans une lettre à un ami à Rome, la décrit avec la fameuse phrase « Veni vidi vici » (« je suis venu, j’ai vu, j’ai vaincu »). Pharnace fuit vers le Bosphore, où il réussit à rassembler une petite troupe de Scythes et de Sarmates. Son beau-frère, Asandros, l'attaqua et le tua. L’historien Appien d’Alexandrie déclara qu’il ne mourut pas au combat ; Dion Cassius rapporte qu’il fut capturé et tué.

### Retour en Italie
Alors que César était en Égypte à installer Cléopâtre comme reine, il dut retourner à Rome pour arrêter la mutinerie de quatre de ses légions de vétérans cantonnées hors de Rome. Commandées par Marc Antoine, elles attendaient leur congé et les récompenses promis avant la bataille de Pharsale. La longue absence de César détériora rapidement la situation et Marc Antoine perdit le contrôle des troupes qui commencèrent à saccager les propriétés au sud de la capitale. Diverses délégations viendront pour essayer de calmer la mutinerie, mais n’y purent rien et les mutins continuèrent à réclamer leur congé et la paie.
Après plusieurs mois, César se présenta à ses troupes en sachant bien qu’il avait besoin d’eux pour s’occuper des alliés de Pompée qui avait réuni 14 légions en Afrique du Nord. César savait également qu’il n’avait pas les fonds pour les payer et qu’en les enrôlant de nouveau dans cette campagne d’Afrique, cela lui coûterait beaucoup moins cher. Froidement, César demanda aux troupes ce qu’elles attendaient de lui ; honteux de réclamer de l’argent, les soldats demandèrent congé. César les traita de « citoyens » (quirites) au lieu de soldats, soulignant qu’il traitait avec des civils, c’est-à-dire déjà congédiés, mais non avec l’honnête mission « qui signifiait une pension plus élevée, et que le paiement serait effectué quand l’armée pompéienne en Afrique serait vaincue et que lui, de toute manière, pourrait vaincre avec d’autres soldats. Les mutins furent blessés par ce discours ; après quinze années de fidélité, ils n’auraient jamais pensé que César pourrait se passer d'eux. Ils prièrent César de les garder avec lui et de les amener en Afrique, ce à quoi il consentit avec bienveillance. Sa connaissance de la psychologie des masses et son charisme lui permirent de réunir quatre légions de vétérans sans dépenser un seul sesterce[réf. souhaitée] ».

### Dernière campagne en Afrique contre les pompéiens

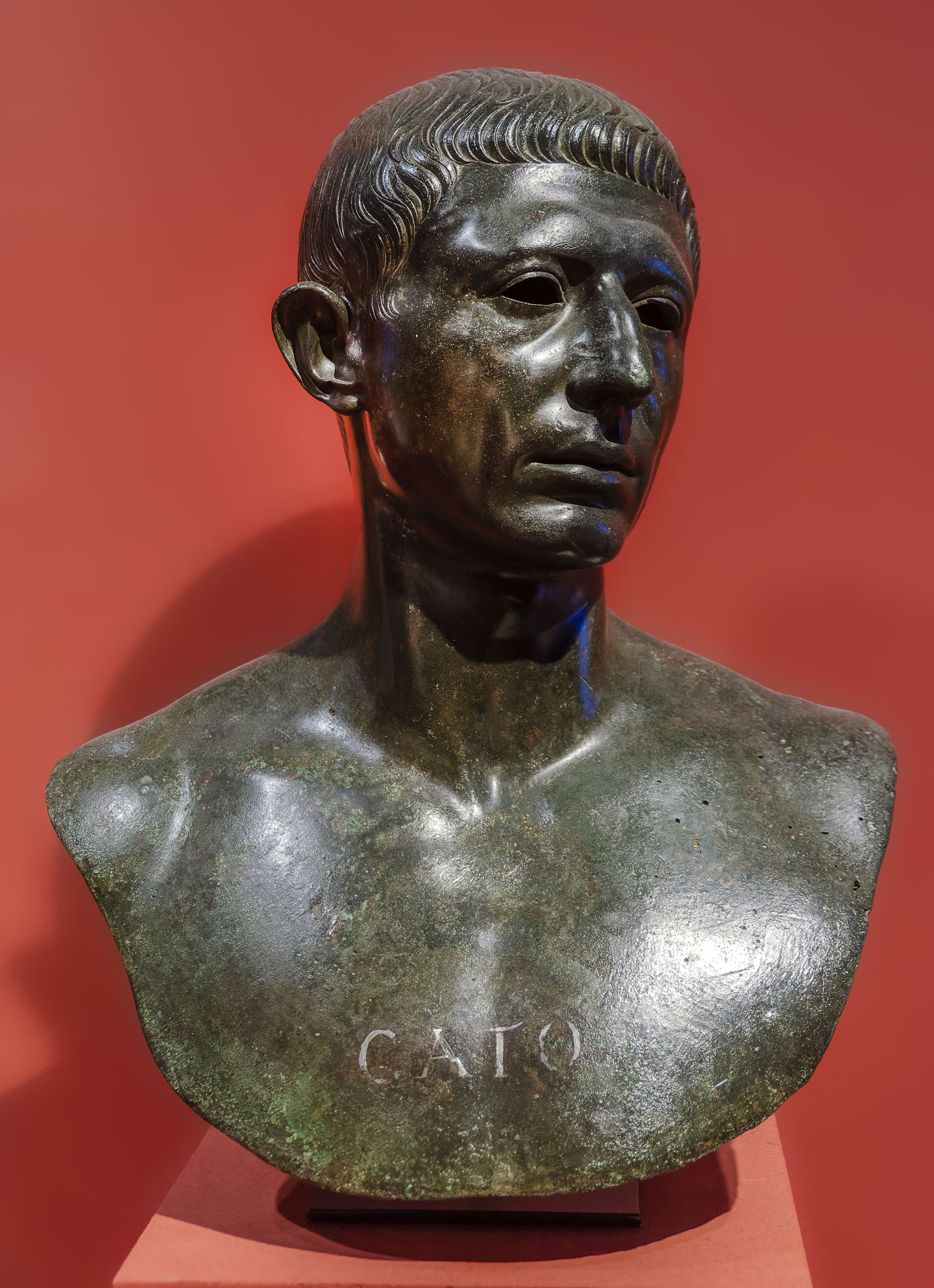
Buste de Caton d'Utique découvert à Volubilis, Musée archéologique de Rabat.

À la fin de l'année 47, César rejoignit l'Afrique, où les survivants des armées de Pompée s'étaient réfugiés sous l'autorité de Metellus Scipion et de Caton d'Utique (Caton le Jeune). Ils y trouvèrent un allié en la personne de Juba Ier de Numidie. Les forces pompéiennes, qui comptaient dix légions et 15 000 cavaliers, étaient certes nombreuses, mais manquaient d'homogénéité, car on y trouvait plus de troupes indigènes que de Romains. César, qui manquait de bateaux de transport, fit passer ses troupes en Afrique de manière graduelle. En débarquant à Hadrumète, il ne disposait que de 3 000 fantassins et 150 cavaliers. Lors du débarquement survint un incident souvent cité qui aurait pu constituer un présage défavorable : César trébucha et tomba de tout son long. Il s'en tira par une pirouette, en faisant semblant de s'être volontairement jeté sur la terre pour l'embrasser. Il s'employa à attirer dans son camp le roi Bocchus II de Maurétanie qui attaqua le territoire du roi Juba, obligeant ce dernier à abandonner temporairement les pompéiens. César employa l'hiver à renforcer ses troupes, accueillant de nombreux transfuges du camp adverse. Refusant toute bataille rangée, il s'appliqua à harceler ses adversaires. Le moment venu, ayant reçu les derniers renforts qu'il attendait de Sicile, il vint mettre le siège devant la ville de Thapsus. Les pompéiens se portèrent à sa rencontre, comme il le souhaitait. Le 6 avril 46 av. J.-C., lors de la bataille de Thapsus, César remporta une victoire décisive. Juba Ier était absent, avec son armée, car il apprit l'attaque du roi de Maurétanie Bocchus II, sur sa capitale Cirta. Il laissa ensuite trois légions poursuivre le siège de Thapsus et marcha avec les autres vers Utique. Caton, qui était gouverneur de la ville, comprit que la résistance était vaine et se suicida. Quant à Scipion, il se précipita dans la mer au terme d'un engagement naval, alors qu'il tentait de gagner l'Espagne.

### La seconde campagne hispanique: fin de la guerre
Malgré ces victoires, la guerre continua. Les fils de Pompée, Pompée le Jeune et Sextus Pompée, unis à Titus Labienus, ancien propréteur (haut fonctionnaire d’une province) de César et son lieutenant durant la guerre en Gaule, s’enfuirent en Espagne. César les pourchassa et vainquit ses derniers adversaires lors de la bataille de Munda en mars 45 av. J.-C. Durant cette période, César fut élu pour un troisième mandat de consul ; en 46 av. J.-C. avec Marcus Æmilius Lepidus et en 45 av. J.-C. (sans collègue).

## Après la guerre
- César fut élu dictateur à vie et reçut un cinquième triomphe.
- César fut assassiné aux ides de mars par des sénateurs romains (le 15 mars du calendrier romain).

## Chronologie
- 49 av. J.-C.
  - 1er janvier : le Sénat romain reçoit de César la proposition de laisser le commandement en même temps que Pompée. Le Sénat refuse et déclare César ennemi public en le sommant de se rendre immédiatement.
  - 10 janvier : César traverse le Rubicon avec sa XIIIe légion, qui marque la limite entre sa province, la Gaule cisalpine et le territoire de Rome. Début de la guerre civile.
  - Février : Pompée fuit en Grèce avec la majeure partie du Sénat.
  - 2 mars : Titus Labienus, un des meilleurs légats de César, passe à Pompée auprès de qui il était engagé. Ce ralliement ne peut être considéré comme de la traitrise, les engagements motivés par la reconnaissance (gratia) prévalant à Rome sur les autres considérations.
  - 4 mars : trente cohortes pompéiennes et les sénateurs embarquent à Brindes pour la Grèce.
  - 9 mars : César arrive devant Brindes et met le siège devant la ville, il ne peut empêcher la fuite de Pompée.
  - 19 avril : César se heurte à Marseille au pompéien Lucius Domitius Ahenobarbus, plus tard l’affrontement sera conduit par le césarien Caius Trebonius.
  - Juin : César arrive en Espagne en traversant les Pyrénées.
  - 30 juillet : César bat les forces d’Afranius et de Petreius à Ilerda.
  - 2 août : les pompéiens d'Espagne se rendent à César.
  - 24 août : le général de César, Caius Scribonius Curionus, est vaincu en Afrique du Nord par les pompéiens de Publius Attius Varon appuyés par Juba II dans la Bataille de Bagradas (Medjerda en Tunisie), et se suicide.
  - Septembre : Decimus Brutus, un césarien, détruit l’ensemble des forces navales des pompéiens et des Marseillais dans la bataille de Marseille, alors que la flotte de César en Adriatique est vaincue près de l'île de Curicta.
  - 6 septembre : Marseille se rend à César à son retour d’Espagne.
  - Octobre : César est proclamé dictateur de Rome.
- 48 av. J.-C.
  - 4 janvier : César débarque à Palaeste (Grèce).
  - Mars : Marc Antoine rejoint César à Dyrrachium.
  - 10 juillet : Jules César évite avec peine une défaite lors de la bataille de Dyrrachium, se retire vers la Thessalie.
  - 9 août : bataille de Pharsale ; César vainc définitivement Pompée.
  - Août : Pompée est assassiné en Égypte par un soldat du pharaon Ptolémée XIII auprès de qui il espérait trouver refuge.
  - Jules César est nommé Consul pour une période de 5 années.
  - 28 septembre : César est informé de l’assassinat de Pompée.
  - Affrontement à Alexandrie.
  - Octobre : Pharnace, roi du royaume du Pont, défait les Romains de Cnaeus Domitius Calvinus lors de la bataille de Nicopolis en Asie Mineure.
  - Décembre : bataille d'Alexandrie en Égypte entre les forces de César et Cléopâtre VII, et celles rivales de Ptolémée XIII et de la reine Arsinoé IV. Ceux-ci sont vaincus et abandonnent la cité, mais durant la bataille une partie de la Bibliothèque d'Alexandrie est détruite par un incendie.
- 47 av. J.-C.
  - Février : César et Cléopâtre détruisent les forces rivales de la reine Arsinoé IV lors de la bataille du Nil (en), où Ptolémée XIII est tué. César renforce ses troupes assiégées à Alexandrie.
  - Mai : César défait Pharnace lors de la bataille de Zéla.
  - Cléopâtre nomme co-régnant son jeune frère Ptolémée XIV.
  - Août : César évite une mutinerie de ses vétérans à Rome.
  - Octobre : César débarque en Afrique, et avance contre Metellus Scipion et Labienus.
- 46 av. J.-C.
  - 6 février : bataille de Thapsus. César défait les forces combinées des pompéiens et des Numides menés par Metellus Scipion et Juba Ier. Caton d'Utique se suicide.
  - Novembre : début de soulèvement en Espagne. César s'y rend.
  - César est élu Pontifex maximus, réforme le calendrier et instaure le calendrier julien. L'année de transition est allongée à 445 jours pour synchroniser le nouveau calendrier au cycle des saisons. Le calendrier julien restera en usage en Europe occidentale pendant 1 600 années, jusqu’à ce qu’il soit remplacé par le calendrier grégorien en 1582.
- 45 av. J.-C.
  - 1er janvier : entrée en vigueur du calendrier julien.
  - 17 mars : bataille de Munda. Dernière victoire de César qui clôt la guerre civile en défaisant les forces pompéiennes menées par Labienus (qui meurt au combat) et par Cnaeus Pompée le Jeune (qui sera jugé). Sextus Pompée, deuxième fils de Pompée le Grand, réussit à fuir et à prendre le commandement d'une flotte en Sicile.
  - Les vétérans des légions de César, Legio XIII Gemina et Legio X Equestris sont démobilisés. Les vétérans de la Xe légion sont envoyés dans la colonie de Narbo, alors que ceux de la XIIIe reçoivent les meilleures terres d’Italie.
  - César écrivit probablement ses mémoires cette année-là. Selon certaines théories, il les aurait plutôt écrites année après année, au fil des événements et des campagnes.
- 44 av. J.-C.
  - 15 mars : ides de mars (Idus Martiæ) ; César est assassiné.

### Propagande de Jules César
Jules César est très attentif à démontrer la guerre comme étant juste et non comme un crime contre l’État, comme l’affirmaient ses ennemis. Il est très attentif : dans De bello civili (Commentaires sur la Guerre civile), il n’use jamais du terme hostes (ennemis) en se référant aux pompéiens mais adversarius (adversaires). Ils sont tous citoyens de Rome, cives. Le Commentaires sur la guerre civile  (De bello civili) écrit par César pour raconter la guerre civile et expliquer ses motivations et les événements de la guerre jusqu’à la mort de Pompée et l’exécution de Pothin. D'autres œuvres sur la guerre civile sont attribuées à César :
- De Bello Hispaniensi (en) (La guerre en Espagne), campagnes en Espagne ;
- De Bello Africo (en) (La guerre en Afrique), campagnes en Tunisie ;
- De Bello Alexandrino (La guerre d’Alexandrie), campagnes d’Alexandrie.

Cependant la propagande a lieu dans les deux sens, les pompéiens faisaient croire à la défense de la république ou du sénat mais cela ressemble surtout à une façon de défendre ses privilèges sous de nobles arguments. Pour preuve le peuple soutient très souvent César et les garnisons de cités passent fréquemment dans son camp à la moindre occasion.

## Postérité
- Une version cinématographique de la guerre civile du début de Rome produite par HBO-BBC. La série se concentre sur la vie personnelle de deux soldats, sur fond d’événements se déroulant à Rome.
- La série d’histoires policières Mystères de Rome de Steven Saylor est en partie située au temps de cette guerre civile.

### Sources antiques
- Appien, Guerres civiles, livre II.
- Jules César, Commentaires sur la guerre civile.
- Lucain, Pharsale.
- Plutarque, Vies parallèles [détail des éditions] [lire en ligne], César ; Pompée.
- Tite-Live, Histoire romaine [détail des éditions] [lire en ligne], livres CIX-CXVI.